# Disperse Orange 37
Disperse Orange 37 ist ein Monoazofarbstoff aus der Gruppe der Dispersionsfarbstoffe, der unter anderem im Textilbereich zum Färben oder als Tätowierfarbe/Permanent Make-up verwendet wird.

## Eigenschaften
Der Farbstoff ist als allergisierend bekannt. Das Bundesinstitut für Risikobewertung (BfR) hat mit der Stellungnahme Nr. 041/2012 die Empfehlung ausgesprochen, Disperse Orange 37 nicht mehr zu verwenden.
Bei Anwesenheit von Disperse Orange 61 kann Disperse Orange 37 mittels HPLC/DAD-Technik bzw. DC-Densitometrie nicht zweifelsfrei nachgewiesen werden.

## Regulierung
Die Verwendung von Disperse Orange 37 ist in Deutschland seit 1. Mai 2009 über die Tätowiermittel-Verordnung als Permanent Make-up bzw. Tätowierfarbe verboten. In der EU wurde die Verwendung ab 5. Januar 2022 auf 0,1 % (1000 mg/kg) für ebendiese Verwendung begrenzt.